# Ellinópyrgos
Ellinópyrgos är en ort i Grekland.   Den ligger i prefekturen Nomós Kardhítsas och regionen Thessalien, i den centrala delen av landet, 230 km nordväst om huvudstaden Aten. Ellinópyrgos ligger 565 meter över havet och antalet invånare är 371.
Terrängen runt Ellinópyrgos är kuperad åt sydväst, men åt nordost är den platt. Runt Ellinópyrgos är det ganska glesbefolkat, med 23 invånare per kvadratkilometer. Närmaste större samhälle är Trikala, 17,4 km norr om Ellinópyrgos. I omgivningarna runt Ellinópyrgos växer i huvudsak blandskog.